# 12258 Оскарвайлд
12258 Оскарвайлд (12258 Oscarwilde) — астероїд головного поясу, відкритий 3 квітня 1989 року.
Тіссеранів параметр щодо Юпітера — 3,403.